# فرودگاه دیانگوو
فرودگاه دیانگوو (به انگلیسی: Djangou Airport) یک فرودگاه است . این فرودگاه در کشور توگو قرار دارد .